# Jeanne Moreau

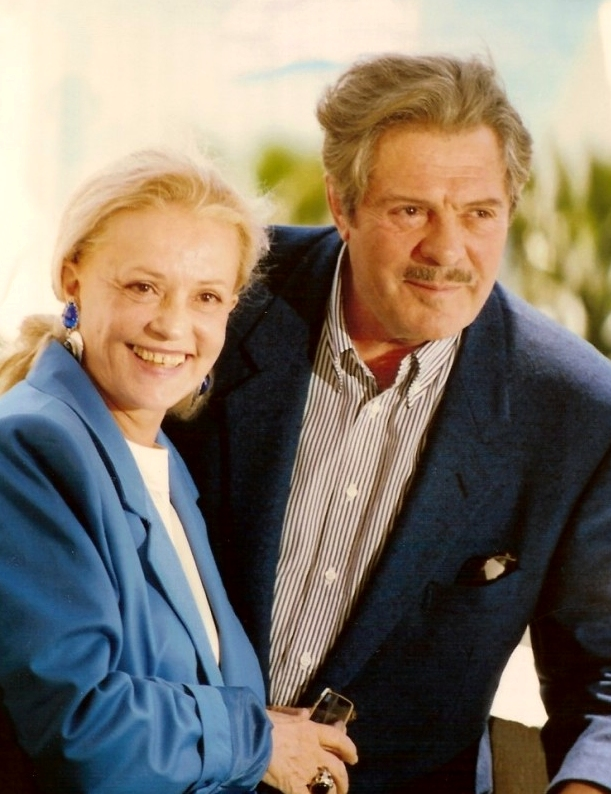
Jeanne Moreau en acteur Marcello Mastroianni in 1991

Met regisseur Amos Gitai in 2008

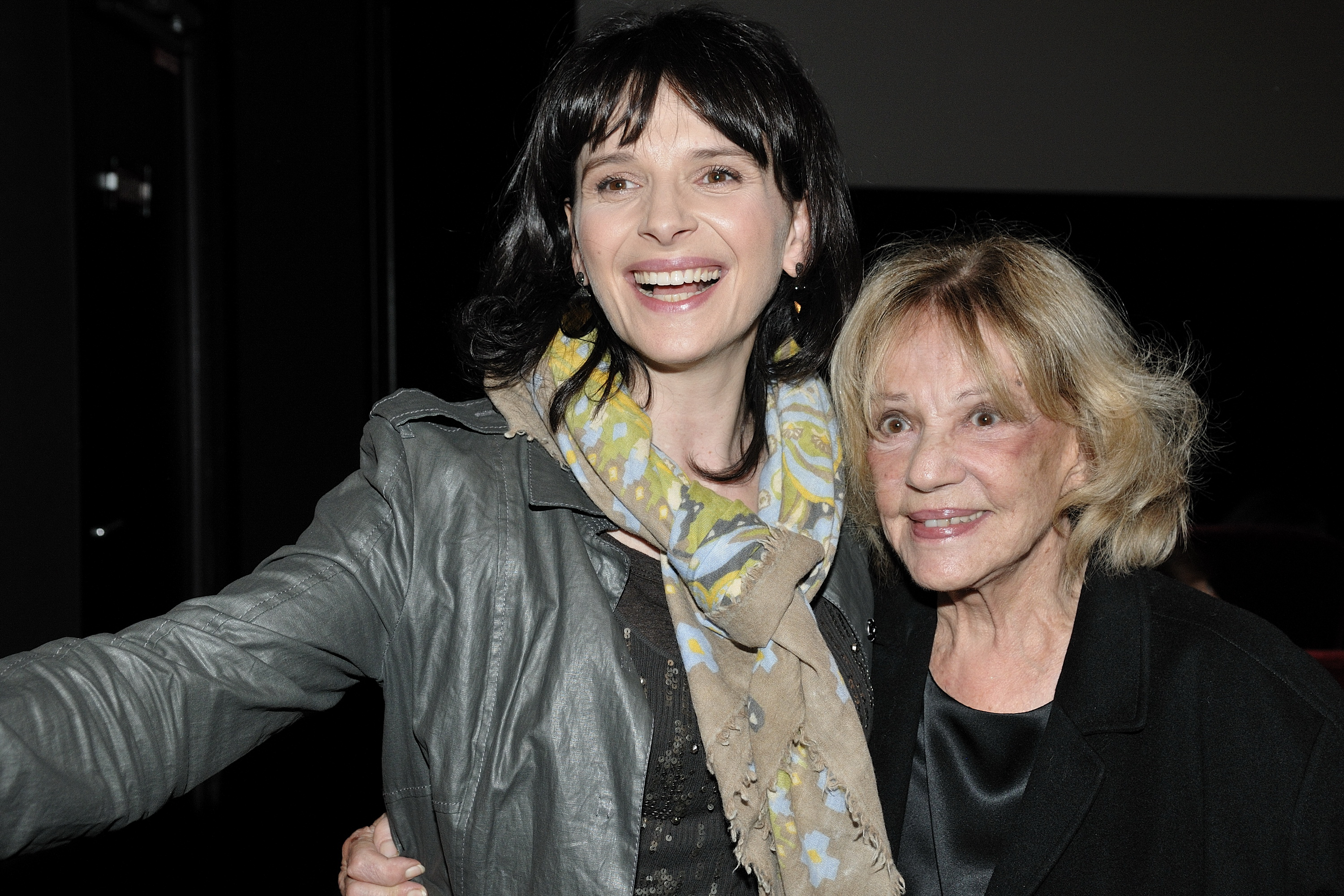
Met actrice Juliette Binoche in 2009

Jeanne Moreau (Parijs, 23 januari 1928 - aldaar, 31 juli 2017) was een Franse actrice, bekend door haar rollen in talrijke speelfilms, waaronder Les Amants, Les Liaisons dangereuses 1960 en Jules et Jim. Er werden haar vele prijzen toegekend, waaronder driemaal een César, de belangrijkste Franse filmprijs.

## Leven en werk
Jeanne Moreau werd in 1928 geboren in Parijs, Frankrijk. Haar vader was de eigenaar van een bar in de Montmartre, haar moeder een Britse danseres. Aan het Conservatoire de Paris volgde ze toneellessen, waarna ze in 1948 haar toneeldebuut maakte op het theaterfestival van Avignon. Hierna werd ze uitgenodigd om lid te worden van de zeer prestigieuze Comédie-Française. Ze was toen twintig jaar, de jongste persoon die vast lid werd van dit Franse theatergezelschap.
Moreau speelde vervolgens in verscheidene B-films. Filmmakers vonden haar niet fotogeniek genoeg om een groot filmster te worden, vermoedelijk vanwege haar weigering make-up te gebruiken. De Franse filmregisseur Louis Malle zag in haar daarentegen een groot talent en regisseerde haar grote doorbraak, de film Ascenseur pour l'échafaud uit 1957 (ook bekend onder de Engelse titels Elevator to the Gallows en Frantic). Malle en Moreau kregen een kortstondige relatie.
Het jaar daarop regisseerde Malle haar in het succesvolle, maar controversiële Les Amants, een sensuele film over een verveelde huisvrouw die een buitenechtelijke relatie aangaat met een vreemdeling. Onder andere vanwege een beruchte naaktscène kwam de film met moeite door de Amerikaanse censuur. Dankzij deze twee films werd ze beschouwd als een van de belangrijkste actrices van de Franse Nouvelle Vague. In 1961 was ze te zien in haar internationaal succesvolste film, Jules et Jim van François Truffaut. Met hem maakte ze in 1968 een tweede film, La mariée était en noir.
Gedurende de jaren zestig speelde ze in nog meer films van grote regisseurs, onder wie Michelangelo Antonioni (La Notte, 1961), Luis Buñuel (Le Journal d'une femme de chambre, 1964) en verscheidene films van Orson Welles. Grote Hollywoodprojecten wees ze vaak af ten gunste van Europese producties. Zo was ze te zien in Les Valseuses van Bertrand Blier (1974) en La Femme Nikita van Luc Besson (1990). Toch was ze ook in enkele Amerikaanse films te zien. In 1976 regisseerde ze haar eerste film Lumière, in 1979 gevolgd door L'Adolescente.
Moreau trad tweemaal op als juryvoorzitter van het Filmfestival van Cannes, in 1975 en 1995.

## Persoonlijk
Moreau had een belangrijke positie in het Franse culturele leven en was bevriend met Jean Cocteau, Jean Genet, Henry Miller en Marguerite Duras. Ze was getrouwd met acteur Jean-Louis Richard (1949-1964), met wie ze een zoon had, regisseur William Friedkin (1977-1979) en had verhoudingen met de regisseurs Tony Richardson (die zijn vrouw Vanessa Redgrave voor haar verliet), Louis Malle en François Truffaut, modeontwerper Pierre Cardin, jazzmusicus Miles Davis en acteur-playboy Theodoros Roubanis.
Moreau stierf in 2017 op 89-jarige leeftijd in haar Parijse woning.

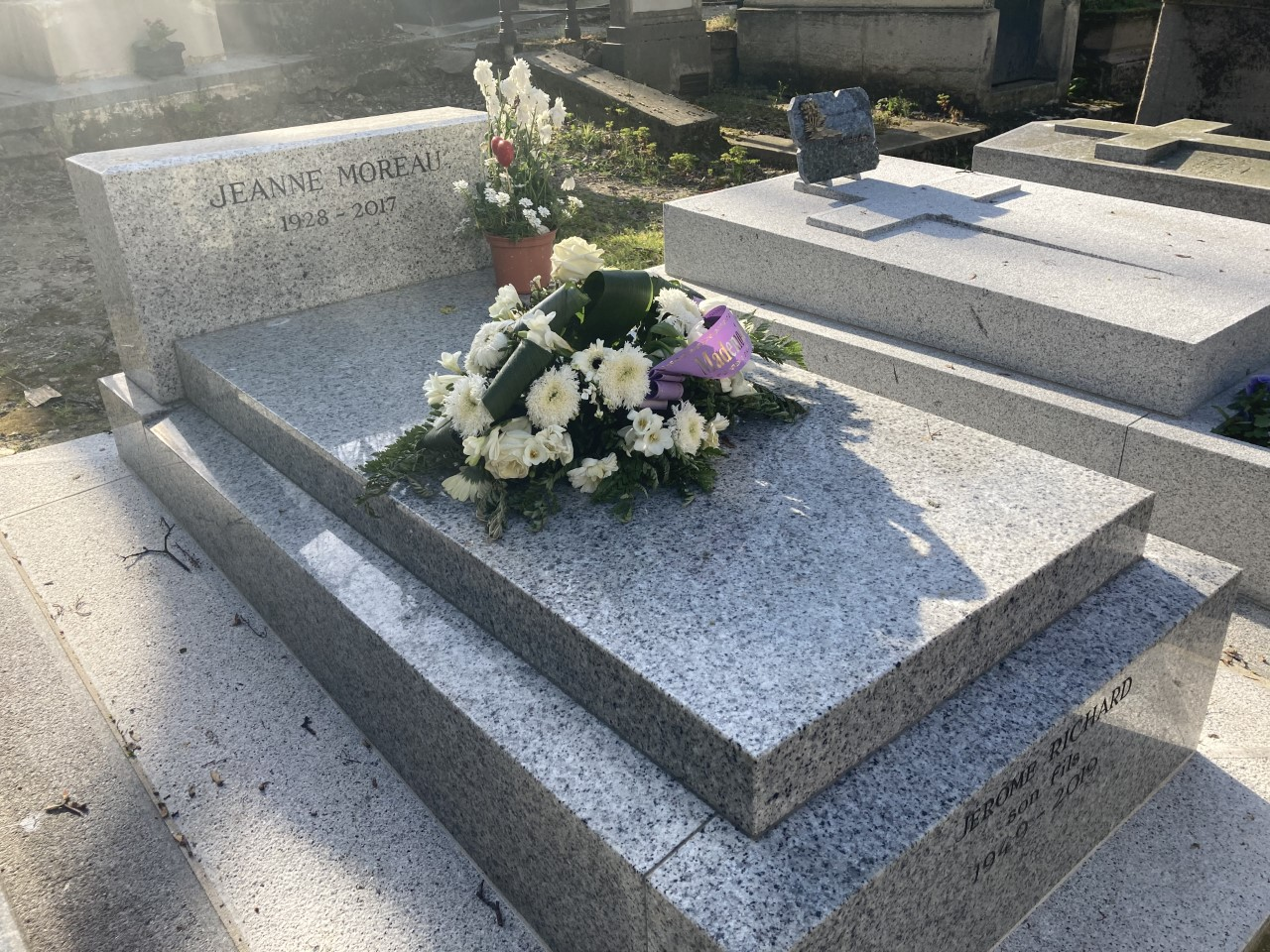
Foto van het graf van Jeanne Moreau

## Filmografie (selectie)
- 1953 · Dortoir des grandes (Henri Decoin)
- 1953 · Julietta (Marc Allégret)
- 1954 · La reine Margott (Jean Dréville)
- 1954 · Les Intrigantes (Henri Decoin)
- 1954 · Touchez pas au grisbi (Jacques Becker)
- 1955 · Gas-oil (Gilles Grangier)
- 1957 · Ascenseur pour l'échafaud (Louis Malle)
- 1957 · Trois jours à vivre (Gilles Grangier)
- 1958 · Échec au porteur (Gilles Grangier)
- 1958 · Le dos au mur (Edouard Molinaro)
- 1958 · Les Amants (Louis Malle)
- 1959 · Les Liaisons dangereuses 1960 (Roger Vadim)
- 1960 · Moderato cantabile (Peter Brook)
- 1960 · 5 Branded Women (Martin Ritt)
- 1961 · La notte (Michelangelo Antonioni)
- 1962 · Jules et Jim (François Truffaut)
- 1962 · Eva (Joseph Losey)
- 1962 · The Trial (Orson Welles)
- 1963 · La Baie des Anges (Jacques Demy)
- 1963 · Le Feu follet (Louis Malle)
- 1963 · Peau de banane (Marcel Ophüls)
- 1964 · Le Journal d'une femme de chambre (Luis Buñuel)
- 1964 · The Yellow Rolls-Royce (Anthony Asquith)
- 1965 · The Train (John Frankenheimer)
- 1965 · Chimes at Midnight (Orson Welles)
- 1965 · Viva Maria! (Louis Malle)
- 1966 · Mademoiselle (Tony Richardson)
- 1967 · The Sailor from Gibraltar (Tony Richardson)
- 1968 · La mariée était en noir (François Truffaut)
- 1970 · Monte Walsh (William A. Fraker)
- 1970 · Alex in Wonderland (Paul Mazursky)
- 1972 · Chère Louise (Philippe de Broca)
- 1973 · Nathalie Granger (Marguerite Duras)
- 1974 · Les Valseuses (Bertrand Blier)
- 1974 · La Race des seigneurs (Pierre Granier-Deferre)
- 1975 · Souvenirs d'en France (André Téchiné)
- 1976 · Lumière (Jeanne Moreau)
- 1976 · The Last Tycoon (Elia Kazan)
- 1976 · Monsieur Klein (Joseph Losey)
- 1978 · L'Adolescente (Jeanne Moreau)
- 1982 · Querelle (Rainer Werner Fassbinder)
- 1982 · Mille milliards de dollars (Henri Verneuil)
- 1982 · La Truite (Joseph Losey)
- 1986 · Sauve-toi, Lola (Michel Drach)
- 1986 · Le Paltoquet (Michel Deville)
- 1987 · Le Miraculé (Jean-Pierre Mocky)
- 1990 · La Femme Nikita (Luc Besson)
- 1991 · La Vieille Qui Marchait Dans la Mer (Laurent Heynemann)
- 1991 · Le Pas suspendu de la cigogne (Theo Angelopoulos)
- 1992 · L'Absence (Peter Handke)
- 1995 · A di là delle nuvole (Michelangelo Antonioni en Wim Wenders)
- 1997 · La Propriétaire (Ismail Merchant)
- 2000 · Les Misérables (Josée Dayan)
- 2001 · Cet amour-là (Josée Dayan)
- 2005 · Le temps qui reste (François Ozon)
- 2005 · Go West (Ahmed Imamovic)
- 2006 · Roméo et Juliette (Yves Desgagnés)
- 2007 · Désengagement (Amos Gitai)
- 2009 · Plus tard tu comprendras (Amos Gitai)
- 2009 · Visages (Tsai Ming-liang)
- 2012 · Gebo et l'ombre (Manoel de Oliveira)
- 2012 · Une Estonienne à Paris (Ilmar Raag)
- 2015 · Le Talent de mes amis (Alex Lutz)